# Krister Backryd
Krister Backryd, född 16 september 1944 i Stockholm, är en svensk officer i Flygvapnet.

## Biografi
Backryd blev fänrik i Flygvapnet 1968. Han befordrades till löjtnant 1970, till kapten 1972, till major 1979, till överstelöjtnant 1983 och till överste 1990.
Backryd inledde sin karriär i Flygvapnet åren 1962–1965 och 1965–1968 vid Flygvapnets Krigsskola (F 20). 1968–1970 utbildade han sig till stridsflygare vid Krigsflygskolan (F 5). 1970–1975 var han provflygare. Backryd har utbildat sig vid flera olika amerikanska militärskolor, 1971–1972 vid Air Force Test Pilot School, 1984 vid Air Command and Staff College på Maxwell AFB, 1985 vid Naval Post Graduate School och Monetary Defence College. 1991 var han projektledare för flygtester av Saab 39 Gripen vid Saab i Linköping. 1993–1997 var han flottiljchef för Skaraborgs flygflottilj (F 7). 1998–2000 var han försvarsattaché i Santiago de Chile.
Krister Backryd gifte sig 1969 med Maj. De har två barn.

## Utmärkelser
- Kommendör av Norska förtjänstorden (1 juli 1992)[1]